# Medaliści mistrzostw świata w bobslejach

Lista medalistów Mistrzostw świata IBSF w bobslejach.

## Medaliści

### Dwójki mężczyzn
| Rok i miejsce               | Złoto                                                | Srebro                                                                                     | Brąz                                                    |
| --------------------------- | ---------------------------------------------------- | ------------------------------------------------------------------------------------------ | ------------------------------------------------------- |
| 1931 Oberhof                | Rzesza Niemiecka Hanns Kilian · Sebastian Huber ·    | Rzesza Niemiecka Bibo Fischer · Gemmer ·                                                   | Austria Heinz Volkmer · Anton Kaltenberger ·            |
| 1933 Schreiberhau           | Rumunia Alexandru Papană · Dumitru Hubert ·          | Czechosłowacja Brüme · Walter Heinzl ·                                                     | III Rzesza Fritz Grau · Albert Brehme ·                 |
| 1934 Engelberg              | Rumunia Alexandru Frim · Vasile Dumitrescu ·         | III Rzesza Hermann von Mumm · Fritz Schwarz ·                                              | Rumunia Alexandru Papană · Dumitru Hubert ·             |
| 1935 Igls                   | Szwajcaria Reto Capadrutt · Emil Diener ·            | Czechosłowacja Josef Lanzendörfer · Karel Růžička ·                                        | Włochy Antonio Brivio · Carlo Soldini ·                 |
| 1937 Cortina d’Ampezzo      | Wielka Brytania Frederick McEvoy · Byran Black ·     | Włochy Umberto Gilarduzzi · Antonio Gilarduzzi ·                                           | Szwajcaria Reto Capadrutt · Hans Aichele ·              |
| 1938 Sankt Moritz           | III Rzesza Bibo Fischer · Rolf Thielecke ·           | Wielka Brytania Frederick McEvoy · Charles Green ·                                         | Szwajcaria Fritz Feierabend · Josef Beerli ·            |
| 1939 Sankt Moritz           | Belgia René Lunden · Jean Coops ·                    | III Rzesza Bibo Fischer · Rolf Thielecke ·                                                 | III Rzesza Hanns Kilian · Schletter ·                   |
| 1947 Sankt Moritz           | Szwajcaria Fritz Feierabend · Stephan Waser ·        | Szwajcaria Felix Endrich · Fritz Waller ·                                                  | Belgia Max Houben · Jacques Mouvet ·                    |
| 1949 Lake Placid            | Szwajcaria Felix Endrich · Fritz Waller ·            | Szwajcaria Fritz Feierabend · Stephan Waser ·                                              | Stany Zjednoczone Frederick Fortune · John McDonald ·   |
| 1950 Cortina d’Ampezzo      | Szwajcaria Fritz Feierabend · Stephan Waser ·        | Stany Zjednoczone Stanley Benham · Patrick Martin ·                                        | Stany Zjednoczone Frederick Fortune · William D’Amico · |
| 1951 L’Alpe d’Huez          | RFN Andreas Ostler · Lorenz Nieberl ·                | Stany Zjednoczone Stanley Benham · Patrick Martin ·                                        | Szwajcaria Felix Endrich · Werner Spring ·              |
| 1953 Garmisch-Partenkirchen | Szwajcaria Felix Endrich · Fritz Stöckli ·           | RFN Andreas Ostler · Franz Kemser ·                                                        | RFN Theo Kitt · Lorenz Nieberl ·                        |
| 1954 Cortina d’Ampezzo      | Włochy Guglielmo Scheibmeier · Andrea Zambelli ·     | Włochy Italo Petrelli · Luigi Figoli ·                                                     | Stany Zjednoczone Stanley Benham · James Bickford ·     |
| 1955 Sankt Moritz           | Szwajcaria Fritz Feierabend · Harry Warburton ·      | Austria Paul Aste · Josef Isser ·                                                          | Szwajcaria Franz Kapus · Heinrich Angst ·               |
| 1957 Sankt Moritz           | Włochy Eugenio Monti · Renzo Alverà ·                | Stany Zjednoczone Arthur Tyler · Charles Butler ·                                          | Hiszpania Alfonso de Portago · Luis Muñoz ·             |
| 1958 Garmisch-Partenkirchen | Włochy Eugenio Monti · Renzo Alverà ·                | Włochy Sergio Zardini · Sergio Siorpaes ·                                                  | Austria Paul Aste · Heinrich Isser ·                    |
| 1959 Sankt Moritz           | Włochy Eugenio Monti · Renzo Alverà ·                | Włochy Sergio Zardini · Luciano Alberti ·                                                  | Stany Zjednoczone Arthur Tyler · Charles Butler ·       |
| 1960 Cortina d’Ampezzo      | Włochy Eugenio Monti · Renzo Alverà ·                | RFN Franz Schelle · Otto Göbl ·                                                            | Włochy Sergio Zardini · Luciano Alberti ·               |
| 1961 Lake Placid            | Włochy Eugenio Monti · Sergio Siorpaes ·             | Stany Zjednoczone Gary Sheffield · Jerry Tennant ·                                         | Włochy Sergio Zardini · Romano Bonagura ·               |
| 1962 Garmisch-Partenkirchen | Włochy Rinaldo Ruatti · Enrico De Lorenzo ·          | Włochy Sergio Zardini · Romano Bonagura ·                                                  | RFN Hans Maurer · Adolf Wörmann ·                       |
| 1963 Igls                   | Włochy Eugenio Monti · Sergio Siorpaes ·             | Włochy Sergio Zardini · Romano Bonagura ·                                                  | Wielka Brytania Anthony Nash · Robin Dixon ·            |
| 1965 Sankt Moritz           | Wielka Brytania Anthony Nash · Robin Dixon ·         | Włochy Rinaldo Ruatti · Enrico De Lorenzo ·                                                | Kanada Victor Emery · Michael Young ·                   |
| 1966 Cortina d’Ampezzo      | Włochy Eugenio Monti · Sergio Siorpaes ·             | Włochy Gianfranco Gaspari · Leonardo Cavllini ·                                            | Wielka Brytania Anthony Nash · Robin Dixon ·            |
| 1967 L’Alpe d’Huez          | Austria Erwin Thaler · Reinhold Durnthaler ·         | Włochy Nevio De Zordo · Edoardo De Martin ·                                                | Stany Zjednoczone Howard Clifton · James Crall ·        |
| 1969 Lake Placid            | Włochy Nevio De Zordo · Adriano Frassinelli ·        | Rumunia Ion Panțuru · Dumitru Focșeneanu ·                                                 | Włochy Gianfranco Gaspari · Mario Armano ·              |
| 1970 Sankt Moritz           | RFN Horst Floth · Pepi Bader ·                       | RFN Wolfgang Zimmerer · Peter Utzschneider ·                                               | Szwajcaria Gion Caviezel · Hans Candrian ·              |
| 1971 Cervinia               | Włochy Gianfranco Gaspari · Mario Armano ·           | Włochy Enzo Vicario · Corrado Dal Fabbro ·                                                 | Austria Herbert Gruber · Josef Oberhauser ·             |
| 1973 Lake Placid            | RFN Wolfgang Zimmerer · Peter Utzschneider ·         | Szwajcaria Hans Candrian · Heinz Schenker ·                                                | Rumunia Ion Panțuru · Dumitru Focșeneanu ·              |
| 1974 Sankt Moritz           | RFN Wolfgang Zimmerer · Peter Utzschneider ·         | RFN Georg Heibl · Fritz Ohlwärter ·                                                        | Szwajcaria Fritz Lüdi · Karl Häseli ·                   |
| 1975 Cervinia               | Włochy Giorgio Alverà · Franco Perruquet ·           | RFN Georg Heibl · Fritz Ohlwärter ·                                                        | Szwajcaria Fritz Lüdi · Karl Häseli ·                   |
| 1977 Sankt Moritz           | Szwajcaria Hans Hiltebrand · Heinz Meier ·           | Szwajcaria Fritz Lüdi · Hansjörg Trachsel ·                                                | RFN Stefan Gaisreiter · Manfred Schumann ·              |
| 1978 Lake Placid            | Szwajcaria Erich Schärer · Joseph Benz ·             | NRD Meinhard Nehmer · Raimund Bethge ·                                                     | RFN Jakob Resch · Walter Barfuss ·                      |
| 1979 Königssee              | Szwajcaria Erich Schärer · Joseph Benz ·             | RFN Stefan Gaisreiter · Manfred Schumann · Fritz Ohlwärter ·                               | RFN Toni Mangold · Stefan Späte ·                       |
| 1981 Cortina d’Ampezzo      | NRD Bernhard Germeshausen · Hans-Jürgen Gerhardt ·   | NRD Horst Schönau · Andreas Kirchner ·                                                     | Szwajcaria Erich Schärer · Joseph Benz ·                |
| 1982 Sankt Moritz           | Szwajcaria Erich Schärer · Max Rüegg ·               | Szwajcaria Hans Hiltebrand · Ulrich Bächli ·                                               | NRD Horst Schönau · Andreas Kirchner ·                  |
| 1983 Lake Placid            | Szwajcaria Ralph Pichler · Urs Leuthold ·            | Szwajcaria Erich Schärer · Max Rüegg ·                                                     | NRD Wolfgang Hoppe · Dietmar Schauerhammer ·            |
| 1985 Cervinia               | NRD Wolfgang Hoppe · Dietmar Schauerhammer ·         | NRD Detlef Richter · Steffen Grummt ·                                                      | ZSRR Zintis Ekmanis · Nikołaj Żyrow ·                   |
| 1986 Königssee              | NRD Wolfgang Hoppe · Dietmar Schauerhammer ·         | Szwajcaria Ralph Pichler · Celeste Poltera ·                                               | NRD Detlef Richter · Steffen Grummt ·                   |
| 1987 Sankt Moritz           | Szwajcaria Ralph Pichler · Celeste Poltera ·         | Szwajcaria Hans Hiltebrand · André Kisser ·                                                | NRD Wolfgang Hoppe · Dietmar Schauerhammer ·            |
| 1989 Cortina d’Ampezzo      | NRD Wolfgang Hoppe · Bogdan Musiol ·                 | Szwajcaria Gustav Weder · Bruno Gerber ·                                                   | ZSRR Jānis Ķipurs · Aldis Intlers ·                     |
| 1990 Sankt Moritz           | Szwajcaria Gustav Weder · Bruno Gerber ·             | NRD Harald Czudaj · Axel Jang ·                                                            | NRD Wolfgang Hoppe · Bogdan Musiol ·                    |
| 1991 Altenberg              | Niemcy Rudi Lochner · Markus Zimmermann ·            | Szwajcaria Gustav Weder · Curdin Morell ·                                                  | Niemcy Wolfgang Hoppe · René Hannemann ·                |
| 1993 Igls                   | Niemcy Christoph Langen · Peer Joechel ·             | Szwajcaria Gustav Weder · Donat Acklin ·                                                   | Niemcy Wolfgang Hoppe · René Hannemann ·                |
| 1995 Winterberg             | Niemcy Christoph Langen · Olaf Hampel ·              | Kanada Pierre Lueders · Jack Pyc ·                                                         | Francja Éric Alard · Éric Le Chanony ·                  |
| 1996 Calgary                | Niemcy Christoph Langen · Markus Zimmermann ·        | Kanada Pierre Lueders · Dave MacEachern ·                                                  | Szwajcaria Reto Götschi · Guido Acklin ·                |
| 1997 Sankt Moritz           | Szwajcaria Reto Götschi · Guido Acklin ·             | Włochy Günther Huber · Antonio Tartaglia ·                                                 | Stany Zjednoczone Brian Shimer · Robert Olesen ·        |
| 1999 Cortina d’Ampezzo      | Włochy Günther Huber · Enrico Costa · Ubaldo Ranzi · | Niemcy Christoph Langen · Markus Zimmermann ·                                              | Francja Bruno Mingeon · Emanuel Hostache ·              |
| 2000 Altenberg              | Niemcy Christoph Langen · Markus Zimmermann ·        | Niemcy André Lange · René Hoppe ·                                                          | Szwajcaria Christian Reich · Urs Aeberhard ·            |
| 2001 Sankt Moritz           | Niemcy Christoph Langen · Marco Jakobs ·             | Szwajcaria Reto Götschi · Cédric Grand ·                                                   | Szwajcaria Martin Annen · Beat Hefti ·                  |
| 2003 Lake Placid            | Niemcy André Lange · Kevin Kuske ·                   | Kanada Pierre Lueders · Giulio Zardo ·                                                     | Niemcy René Spies · Franz Sagmeister ·                  |
| 2004 Königssee              | Kanada Pierre Lueders · Giulio Zardo ·               | Niemcy Christoph Langen · Markus Zimmermann ·                                              | Niemcy André Lange · Kevin Kuske ·                      |
| 2005 Calgary                | Kanada Pierre Lueders · Lascelles Brown ·            | Niemcy André Lange · Kevin Kuske ·                                                         | Szwajcaria Martin Annen · Beat Hefti ·                  |
| 2007 St. Moritz             | Niemcy André Lange · Kevin Kuske ·                   | Szwajcaria Ivo Rüegg · Tommy Herzog ·                                                      | Włochy Simone Bertazzo · Samuele Romanini ·             |
| 2008 Altenberg              | Niemcy André Lange · Kevin Kuske ·                   | Niemcy Thomas Florschütz · Mirko Pätzold ·                                                 | Rosja Aleksandr Zubkow · Aleksiej Wojewoda ·            |
| 2009 Lake Placid            | Szwajcaria Ivo Rüegg · Cédric Grand ·                | Niemcy Thomas Florschütz · Marc Kühne ·                                                    | Stany Zjednoczone Steven Holcomb · Curtis Tomasevicz ·  |
| 2011 Königssee              | Rosja Aleksandr Zubkow · Aleksiej Wojewoda ·         | Niemcy · Thomas Florschütz · Kevin Kuske · Niemcy · Manuel Machata · Andreas Bredau ·      |                                                         |
| 2012 Lake Placid            | Stany Zjednoczone Steven Holcomb · Steve Langton ·   | Kanada Lyndon Rush · Jesse Lumsden ·                                                       | Niemcy Maximilian Arndt · Kevin Kuske ·                 |
| 2013 Sankt Moritz           | Niemcy Francesco Friedrich · Jannis Bäcker ·         | Szwajcaria Beat Hefti · Thomas Lamparter ·                                                 | Niemcy Thomas Florschütz · Andreas Bredau ·             |
| 2015 Winterberg             | Niemcy Francesco Friedrich · Thorsten Margis ·       | Łotwa · Oskars Melbārdis · Daumants Dreiškens · Niemcy · Johannes Lochner · Joshua Bluhm · |                                                         |
| 2016 Igls                   | Niemcy Francesco Friedrich · Thorsten Margis ·       | Niemcy Johannes Lochner · Joshua Bluhm ·                                                   | Szwajcaria Beat Hefti · Alex Baumann ·                  |
| 2017 Königssee              | Niemcy Francesco Friedrich · Thorsten Margis ·       | Kanada Justin Kripps · Jesse Lumsden ·                                                     | Niemcy Johannes Lochner · Joshua Bluhm ·                |
| 2019 Whistler               | Niemcy Francesco Friedrich · Thorsten Margis ·       | Kanada Justin Kripps · Cameron Stones ·                                                    | Niemcy Nico Walther · Paul Krenz ·                      |
| 2020 Altenberg              | Niemcy Francesco Friedrich · Thorsten Margis ·       | Niemcy Johannes Lochner · Christopher Weber ·                                              | Łotwa Oskars Ķibermanis · Matīss Miknis ·               |
| 2021 Altenberg              | Niemcy Francesco Friedrich · Alexander Schüller ·    | Niemcy Johannes Lochner · Eric Franke ·                                                    | Niemcy Hans Peter Hannighofer · Christian Röder ·       |
| 2023 Sankt Moritz           | Niemcy Johannes Lochner · Georg Fleischhauer ·       | Niemcy Francesco Friedrich · Alexander Schüller ·                                          | Szwajcaria Michael Vogt · Sandro Michel ·               |
| 2024 Winterberg             | Niemcy Francesco Friedrich · Alexander Schüller ·    | Niemcy Adam Ammour · Issam Ammour ·                                                        | Niemcy Johannes Lochner · Georg Fleischhauer ·          |

### Czwórki mężczyzn
| Rok i miejsce               | Złoto | Srebro | Brąz |
| --------------------------- | --- | --- | --- |
| 1930 Caux                   | Włochy Franco Zaninetta · Giorgio Biasini · Antonio Dorini · Gino Rossi ·                                                                                       | Szwajcaria Jean Mollen · John Schneiter · André Mollen · William Prichard ·                                                                       | Rzesza Niemiecka Fritz Grau · Hans Picker · Bertram · Albert Brehme ·                                                                                   |
| 1931 Sankt Moritz           | Rzesza Niemiecka Werner Zahn · Robert Schmidt · Franz Bock · Emil Hinterfeld ·                                                                                  | Szwajcaria René Fonjallaz · Gustave Fonjallaz · N. Buchheim · Gaston Fonjallaz ·                                                                  | Wielka Brytania Dennis Field · P. Coote · R. Wallace · J. Newcobe ·                                                                                     |
| 1934 Garmisch-Partenkirchen | III Rzesza Hanns Kilian · Fritz Schwarz · Hermann von Valta · Sebastian Huber ·                                                                                 | Rumunia Emil Angelescu · Teodor Popescu · Dumitru Gheorghiu · Ion Gribincea ·                                                                     | Francja Jean de Suarez d’Aulan · Jacques Rheins · William Beamisch · Jacques Bridou ·                                                                   |
| 1935 Sankt Moritz           | III Rzesza Hanns Kilian · Alexander Gruber · Hermann von Valta · Sebastian Huber ·                                                                              | Szwajcaria Pierre Musy · Noldi Gartmann · Charles Bouvier · Josef Beerli ·                                                                        | Szwajcaria Reto Capadrutt · Fritz Feierabend · A. Lardi · H. Tami ·                                                                                     |
| 1937 Sankt Moritz           | Wielka Brytania Frederick McEvoy · David Looker · Charles Green · Byran Black ·                                                                                 | III Rzesza Bibo Fischer · Lohfeld · H. Fischer · Rolf Thielecke ·                                                                                 | Stany Zjednoczone Donald Fox · Clifford Gray · William Dupree · James Bickford ·                                                                        |
| 1938 Garmisch-Partenkirchen | Wielka Brytania Frederick McEvoy · David Looker · Charles Green · Chris Mackintosh ·                                                                            | III Rzesza Hanns Kilian · Werner Windhaus · Bobby Braumüller · Franz Kemser ·                                                                     | III Rzesza Bibo Fischer · Lohfeld · H. Fischer · Rolf Thielecke ·                                                                                       |
| 1939 Cortina d’Ampezzo      | Szwajcaria Fritz Feierabend · Heinz Cattani · Alphonse Hörning · Joseph Beerli ·                                                                                | Wielka Brytania Frederick McEvoy · Howard · Critchley · Charles Green ·                                                                           | III Rzesza Hanns Kilian · Werner Windhaus · Hans Schmidt · Franz Kemser ·                                                                               |
| 1947 Sankt Moritz           | Szwajcaria Fritz Feierabend · Fritz Waller · Felix Endrich · Stephan Waser ·                                                                                    | Belgia Max Houben · Claude Houben · Albert Lerat · Jacques Mouvet ·                                                                               | Francja Achille Fould · Henri Evrot · Robert Dumont · William Hirigoyen ·                                                                               |
| 1949 Lake Placid            | Stany Zjednoczone Stanley Benham · Patrick Martin · William Casey · William D’Amico ·                                                                           | Stany Zjednoczone James Bickford · Henry Sterns · Pat Buckley · Donald Dupree ·                                                                   | Szwajcaria Fritz Feierabend · Werner Spring · Fritz Waller · Heinrich Angst ·                                                                           |
| 1950 Cortina d’Ampezzo      | Stany Zjednoczone Stanley Benham · Patrick Martin · James Atkinson · William D’Amico ·                                                                          | Szwajcaria Fritz Feierabend · Albert Madörin · Romi Spada · Stephan Waser ·                                                                       | Szwajcaria Franz Kapus · Franz Stöckli · Hans Bolli · Heinrich Angst ·                                                                                  |
| 1951 L’Alpe d’Huez          | RFN Andreas Ostler · Xavier Leitl · Michael Pössinger · Lorenz Nieberl ·                                                                                        | Stany Zjednoczone Stanley Benham · Patrick Martin · James Atkinson · Gary Sheffield ·                                                             | Szwajcaria Franz Kapus · Franz Stöckli · Hans Bolli · Heinrich Angst ·                                                                                  |
| 1953 Garmisch-Partenkirchen | Stany Zjednoczone Lloyd Johnson · Piet Biesiadecki · Hubert Miller · Joseph Smith ·                                                                             | RFN Andreas Ostler · Heinz Wendlinger · Hans Hohenester · Rudi Erben ·                                                                            | Szwecja Kjell Holmström · Walter Aronsson · Nils Landgren · Jan de Man Lapidoth · RFN Hans Rösch · Michael Pössinger · Dix Terne · Sylvester Wackerle · |
| 1954 Cortina d’Ampezzo      | Szwajcaria Fritz Feierabend · Harry Warburton · Gottfried Diener · Heinrich Angst ·                                                                             | RFN Hans Rösch · Michael Pössinger · Dix Terne · Sylvester Wackerle ·                                                                             | RFN Theo Kitt · Josef Grün · Klaus Koppenberger · Lorenz Nieberl ·                                                                                      |
| 1955 Sankt Moritz           | Szwajcaria Franz Kapus · Gottfried Diener · Robert Alt · Heinrich Angst ·                                                                                       | Szwajcaria Fritz Feierabend · Aby Gartmann · Harry Warburton · Rolf Gerber ·                                                                      | RFN Franz Schelle · Jakob Nirschl · Hans Henn · Edmund Koller ·                                                                                         |
| 1957 Sankt Moritz           | Szwajcaria Hans Zoller · Hans Theler · Rolf Küderli · Heinz Leu ·                                                                                               | Włochy Eugenio Monti · Ferdinando Piani · Lino Pierdica · Renzo Alverà ·                                                                          | Stany Zjednoczone Arthur Tyler · John Cole · Robert Hagemes · Charles Butler ·                                                                          |
| 1958 Garmisch-Partenkirchen | RFN Hans Rösch · Alfred Hammer · Theodor Bauer · Walter Haller ·                                                                                                | RFN Franz Schelle · Eduard Kaltenberger · Josef Sterff · Otto Göbl ·                                                                              | Włochy Sergio Zardini · Massimo Bogana · Renato Mocellini · Alberto Righini ·                                                                           |
| 1959 Sankt Moritz           | Stany Zjednoczone Arthur Tyler · Gary Sheffield · Parker Vooris · Charles Butler ·                                                                              | Włochy Sergio Zardini · Alberto Righini · Ferruccio Dalla Torre · Romano Bonagura ·                                                               | RFN Franz Schelle · Hartl Geiger · Josef Sterff · Otto Göbl ·                                                                                           |
| 1960 Cortina d’Ampezzo      | Włochy Eugenio Monti · Furio Nordio · Sergio Siorpaes · Renzo Alverà ·                                                                                          | RFN Hans Rösch · Alfred Hammer · Theodor Bauer · Albert Kandbinder ·                                                                              | Szwajcaria Max Angst · Hansjörg Hirschbühl · Gottfried Kottmann · René Kuhl ·                                                                           |
| 1961 Lake Placid            | Włochy Eugenio Monti · Sergio Siorpaes · Furio Nordio · Benito Rigoni ·                                                                                         | Stany Zjednoczone Stanley Benham · Gary Sheffield · Jerry Tennant · Chuck Pandolph ·                                                              | Szwecja Gunnar Åhs · Gunnar Garpö · Eric Wennerberg · Börje-Bengt Hedblom ·                                                                             |
| 1962 Garmisch-Partenkirchen | RFN Franz Schelle · Josef Sterff · Ludwig Siebert · Otto Göbl ·                                                                                                 | Włochy Sergio Zardini · Ferruccio Dalla Torre · Enrico De Lorenzo · Romano Bonagura ·                                                             | Austria Franz Isser · Josef Isser · Heinrich Isser · Fritz Isser ·                                                                                      |
| 1963 Igls                   | Włochy Sergio Zardini · Ferruccio Dalla Torre · Renato Mocellini · Romano Bonagura ·                                                                            | Włochy Angelo Frigerio · Mario Pallua · Luigi de Bettin · Sergio Mocellini ·                                                                      | Austria Erwin Thaler · Reinhold Durnthaler · Josef Nairz · Adolf Koxeder ·                                                                              |
| 1965 Sankt Moritz           | Kanada Victor Emery · Gerald Presley · Michael Young · Peter Kirby ·                                                                                            | Włochy Nevio De Zordo · Italo De Lorenzo · Pietro Lesana · Robert Mocellini ·                                                                     | Stany Zjednoczone Fred Fortune · Richard Knuckles · Joe Wilson · James Lord ·                                                                           |
| 1969 Lake Placid            | RFN Wolfgang Zimmerer · Peter Utzschneider · Walter Steinbauer · Stefan Gaisreiter ·                                                                            | Włochy Gianfranco Gaspari · Sergio Pompanin · Roberto Zandonella · Mario Armano ·                                                                 | Stany Zjednoczone Les Fenner · Robert Huscher · Howard Siler · Allen Hachigian ·                                                                        |
| 1970 Sankt Moritz           | Włochy Nevio De Zordo · Roberto Zandonella · Mario Armano · Luciano De Paolis ·                                                                                 | RFN Wolfgang Zimmerer · Walter Steinbauer · Pepi Bader · Peter Utzschneider ·                                                                     | Szwajcaria René Stadler · Hans Candrian · Max Forster · Peter Schärer ·                                                                                 |
| 1971 Cervinia               | Szwajcaria René Stadler · Max Forster · Erich Schärer · Peter Schärer ·                                                                                         | Włochy Oscar D’Andrea · Alessandro Bignozzi · Antonio Brabcaccio · Renzo Caldera ·                                                                | RFN Wolfgang Zimmerer · Stefan Gaisreiter · Walter Steinbauer · Peter Utzschneider ·                                                                    |
| 1973 Lake Placid            | Szwajcaria René Stadler · Werner Camichel · Erich Schärer · Peter Schärer ·                                                                                     | Austria Werner Delle Karth · Walter Delle Karth · Hans Eichinger · Fritz Sperling ·                                                               | RFN Wolfgang Zimmerer · Stefan Gaisreiter · Walter Steinbauer · Peter Utzschneider ·                                                                    |
| 1974 Sankt Moritz           | RFN Wolfgang Zimmerer · Peter Utzschneider · Manfred Schumann · Albert Wurzer ·                                                                                 | Szwajcaria Hans Candrian · Guido Casty · Yves Marchand · Gaudenz Beeli ·                                                                          | Austria Werner Delle Karth · Walter Delle Karth · Hans Eichinger · Fritz Sperling ·                                                                     |
| 1975 Cervinia               | Szwajcaria Erich Schärer · Peter Schärer · Werner Camichel · Joseph Benz ·                                                                                      | RFN Wolfgang Zimmerer · Peter Utzschneider · Albert Wurzer · Fritz Ohlwärter ·                                                                    | Austria Manfred Stengl · Gert Krenn · Franz Jakob · Armin Vilas ·                                                                                       |
| 1977 Sankt Moritz           | NRD Meinhard Nehmer · Bernhard Germeshausen · Hans-Jürgen Gerhardt · Raimund Bethge ·                                                                           | Szwajcaria Erich Schärer · Ulrich Bächli · Rudolf Marti · Joseph Benz ·                                                                           | RFN Jakob Resch · Herbert Berg · Fritz Ohlwärter · Walter Barfuss ·                                                                                     |
| 1978 Lake Placid            | NRD Horst Schönau · Horst Bernhardt · Harald Seifert · Bogdan Musiol ·                                                                                          | Szwajcaria Erich Schärer · Ulrich Bächli · Rudolf Marti · Joseph Benz ·                                                                           | NRD Meinhard Nehmer · Bernhard Germeshausen · Hans-Jürgen Gerhardt · Raimund Bethge ·                                                                   |
| 1979 Königssee              | RFN Stefan Gaisreiter · Dieter Gebhard · Hans Wagner · Heinz Busche ·                                                                                           | NRD Meinhard Nehmer · Detlef Richter · Bernhard Germeshausen · Hans-Jürgen Gerhardt ·                                                             | Szwajcaria Erich Schärer · Ulrich Bächli · Hansjörg Trachsel · Joseph Benz ·                                                                            |
| 1981 Cortina d’Ampezzo      | NRD Bernhard Germeshausen · Hans-Jürgen Gerhardt · Henry Gerlach · Matthias Trübner ·                                                                           | Szwajcaria Hans Hiltebrand · Kurt Poletti · Franz Weinberger · Franz Isenegger ·                                                                  | Szwajcaria Erich Schärer · Max Rüegg · Tony Rüegg · Joseph Benz ·                                                                                       |
| 1982 Sankt Moritz           | Szwajcaria Silvio Giobellina · Heinz Stettler · Urs Salzmann · Rico Freiermuth ·                                                                                | NRD Bernhard Lehmann · Roland Wetzig · Bogdan Musiol · Eberhard Weise ·                                                                           | Szwajcaria Erich Schärer · Franz Isenegger · Max Rüegg · Tony Rüegg ·                                                                                   |
| 1983 Lake Placid            | Szwajcaria Ekkehard Fasser · Hans Märchy · Kurt Poletti · Rolf Strittmatter ·                                                                                   | RFN Klaus Kopp · Gerhard Ochsle · Günther Neuburger · Hajo Schumacher ·                                                                           | NRD Detlef Richter · Henry Gerlach · Thomas Forch · Dietmar Jerke ·                                                                                     |
| 1985 Cervinia               | NRD Bernhard Lehmann · Matthias Trübner · Ingo Voge · Steffen Grummt ·                                                                                          | NRD Detlef Richter · Dietmar Jerke · Bodo Ferl · Matthias Legler ·                                                                                | Szwajcaria Silvio Giobellina · Heinz Stettler · Urs Salzmann · Rico Freiermuth ·                                                                        |
| 1986 Königssee              | Szwajcaria Erich Schärer · Kurt Meier · Erwin Fassbind · André Kisser ·                                                                                         | Austria Peter Kienast · Franz Siegl · Gerhard Redl · Christian Mark ·                                                                             | Szwajcaria Ralph Pichler · Heinrich Notter · Celeste Poltera · Roland Beerli ·                                                                          |
| 1987 Sankt Moritz           | Szwajcaria Hans Hiltebrand · Urs Fehlmann · Erwin Fassbind · André Kisser ·                                                                                     | NRD Wolfgang Hoppe · Bogdan Musiol · Roland Wetzig · Dietmar Schauerhammer ·                                                                      | Szwajcaria Ralph Pichler · Heinrich Ott · Edgar Dietsche · Celeste Poltera ·                                                                            |
| 1989 Cortina d’Ampezzo      | Szwajcaria Gustav Weder · Curdin Morell · Bruno Gerber · Lorenz Schindelholz ·                                                                                  | Szwajcaria Nico Baracchi · Christian Reich · Donat Acklin · René Mangold ·                                                                        | NRD Wolfgang Hoppe · Bodo Ferl · Bogdan Musiol · Ingo Voge ·                                                                                            |
| 1990 Sankt Moritz           | Szwajcaria Gustav Weder · Bruno Gerber · Lorenz Schindelholz · Curdin Morell ·                                                                                  | NRD Harald Czudaj · Tino Bonk · Alexander Szelig · Axel Jang ·                                                                                    | Austria Ingo Appelt · Gerhard Redl · Jürgen Mandl · Harald Winkler ·                                                                                    |
| 1991 Altenberg              | Niemcy Wolfgang Hoppe · Bogdan Musiol · Axel Kühn · Christoph Langen ·                                                                                          | Szwajcaria Gustav Weder · Bruno Gerber · Lorenz Schindelholz · Curdin Morell ·                                                                    | Niemcy Harald Czudaj · Tino Bonk · Axel Jang · Alexander Szelig ·                                                                                       |
| 1993 Igls                   | Szwajcaria Gustav Weder · Donat Acklin · Kurt Meier · Domenico Semeraro ·                                                                                       | Austria Hubert Schlösser · Harald Winkler · Gerhard Redl · Gerhard Haidacher ·                                                                    | Stany Zjednoczone Brian Shimer · Bryan Leturgez · Karlos Kirby · Randy Jones ·                                                                          |
| 1995 Winterberg             | Niemcy Wolfgang Hoppe · René Hannemann · Ulf Hielscher · Carsten Embach ·                                                                                       | Austria Hubert Schlösser · Gerhard Redl · Thomas Schroll · Martin Schützenauer ·                                                                  | Niemcy Harald Czudaj · Thorsten Voss · Udo Lehmann · Alexander Szelig ·                                                                                 |
| 1996 Calgary                | Niemcy Christoph Langen · Markus Zimmermann · Sven Rühr · Olaf Hampel ·                                                                                         | Szwajcaria Marcel Rohner · Markus Wasser · Thomas Schreiber · Roland Tanner ·                                                                     | Niemcy Wolfgang Hoppe · Thorsten Voss · Sven Peter · Carsten Embach ·                                                                                   |
| 1997 Sankt Moritz           | Niemcy Wolfgang Hoppe · Sven Rühr · René Hannemann · Carsten Embach ·                                                                                           | Niemcy Dirk Wiese · Christoph Bartsch · Thorsten Voss · Michael Liekmeier ·                                                                       | Stany Zjednoczone Brian Shimer · Chip Minton · Randy Jones · Robert Olesen ·                                                                            |
| 1999 Cortina d’Ampezzo      | Francja Bruno Mingeon · Emanuel Hostache · Éric Le Chanony · Max Robert ·                                                                                       | Szwajcaria Marcel Rohner · Markus Nüssli · Beat Hefti · Silvio Schaufelberger ·                                                                   | Kanada Pierre Lueders · Ken Leblanc · Ben Hindle · Matt Hindle ·                                                                                        |
| 2000 Altenberg              | Niemcy André Lange · René Hoppe · Lars Behrendt · Carsten Embach ·                                                                                              | Niemcy Christoph Langen · Markus Zimmermann · Thomas Platzer · Sven Rühr ·                                                                        | Szwajcaria Christian Reich · Bruno Aeberhard · Urs Aeberhard · Domenic Keller ·                                                                         |
| 2001 Sankt Moritz           | Niemcy Christoph Langen · Markus Zimmermann · Sven Peter · Alexander Metzger ·                                                                                  | Niemcy André Lange · René Hoppe · Lars Behrendt · Carsten Embach ·                                                                                | Szwajcaria Christian Reich · Steve Anderhub · Urs Aeberhard · Domenic Keller ·                                                                          |
| 2003 Lake Placid            | Niemcy André Lange · René Hoppe · Kevin Kuske · Carsten Embach ·                                                                                                | Stany Zjednoczone Todd Hays · Bill Schuffenhauer · Randy Jones · Garrett Hines ·                                                                  | Rosja Aleksandr Zubkow · Aleksiej Sieliwierstow · Siergiej Gołubiow · Dmitrij Stiopuszkin ·                                                             |
| 2004 Königssee              | Niemcy André Lange · Udo Lehmann · Kevin Kuske · René Hoppe ·                                                                                                   | Niemcy Christoph Langen · Christoph Heyder · Enrico Kühn · Jens Nohka ·                                                                           | Stany Zjednoczone Todd Hays · Pavle Jovanovic · Bill Schuffenhauer · Steve Mesler ·                                                                     |
| 2005 Calgary                | Niemcy André Lange · René Hoppe · Kevin Kuske · Martin Putze ·                                                                                                  | Rosja Aleksandr Zubkow · Siergiej Gołubiow · Aleksiej Sieliwierstow · Dmitrij Stiopuszkin ·                                                       | Kanada Pierre Lueders · Ken Kotyk · Morgan Alexander · Lascelles Brown ·                                                                                |
| 2007 St. Moritz             | Szwajcaria Ivo Rüegg · Thomas Lamparter · Hanns Kilian · Cédric Grand ·                                                                                         | Kanada Pierre Lueders · Ken Kotyk · David Bissett · Lascelles Brown ·                                                                             | Niemcy André Lange · René Hoppe · Kevin Kuske · Martin Putze ·                                                                                          |
| 2008 Altenberg              | Niemcy André Lange · René Hoppe · Marc Kühne · Martin Putze ·                                                                                                   | Rosja Aleksandr Zubkow · Roman Oriesznikow · Dmitrij Trunienkow · Dmitrij Stiopuszkin ·                                                           | Niemcy Matthias Höpfner · Ronny Listner · Alex Mann · Thomas Pöge ·                                                                                     |
| 2009 Lake Placid            | Stany Zjednoczone Steven Holcomb · Justin Olsen · Steve Mesler · Curtis Tomasevicz ·                                                                            | Niemcy André Lange · Alexander Rödiger · Kevin Kuske · Martin Putze ·                                                                             | Łotwa Jānis Miņins · Daumants Dreiškens · Oskars Melbārdis · Intars Dambis ·                                                                            |
| 2011 Königssee              | Niemcy Manuel Machata · Andreas Bredau · Richard Adjei · Christian Poser ·                                                                                      | Niemcy Karl Angerer · Christian Friedrich · Alex Mann · Gregor Bermbach ·                                                                         | Stany Zjednoczone Steven Holcomb · Justin Olsen · Steven Langton · Curtis Tomasevicz ·                                                                  |
| 2012 Lake Placid            | Stany Zjednoczone Steven Holcomb · Justin Olsen · Steve Langton · Curtis Tomasevicz ·                                                                           | Niemcy Maximilian Arndt · Alexander Rödiger · Kevin Kuske · Martin Putze ·                                                                        | Niemcy Manuel Machata · Marko Hübenbecker · Andreas Bredau · Christian Poser ·                                                                          |
| 2013 Sankt Moritz           | Niemcy Maximilian Arndt · Marko Hübenbecker · Alexander Rödiger · Martin Putze ·                                                                                | Rosja Aleksandr Zubkow · Aleksiej Niegodajło · Dmitrij Trunienkow · Maksim Mokrousow ·                                                            | Stany Zjednoczone Steven Holcomb · Justin Olsen · Steve Langton · Curtis Tomasevicz ·                                                                   |
| 2015 Winterberg             | Niemcy Maximilian Arndt · Kevin Korona · Alexander Rödiger · Ben Heber ·                                                                                        | Niemcy Nico Walther · Marko Hübenbecker · Andreas Bredau · Christian Poser ·                                                                      | Łotwa Oskars Melbārdis · Arvis Vilkaste · Jānis Strenga · Daumants Dreiškens ·                                                                          |
| 2016 Igls                   | Łotwa Oskars Melbārdis · Daumants Dreiškens · Arvis Vilkaste · Jānis Strenga ·                                                                                  | Niemcy Francesco Friedrich · Candy Bauer · Gregor Bermbach · Thorsten Margis ·                                                                    | Szwajcaria Rico Peter · Bror van der Zijde · Thomas Amrhein · Simon Friedli ·                                                                           |
| 2017 Königssee              | Niemcy Francesco Friedrich · Candy Bauer · Martin Grothkopp · Thorsten Margis · Niemcy Johannes Lochner · Matthias Kagerhuber · Joshua Bluhm · Christian Rasp · | – | Niemcy Nico Walther · Kevin Kuske · Kevin Korona · Eric Franke ·                                                                                        |
| 2019 Whistler               | Niemcy Francesco Friedrich · Candy Bauer · Martin Grothkopp · Thorsten Margis ·                                                                                 | Łotwa Oskars Ķibermanis · Matīss Miknis · Arvis Vilkaste · Jānis Strenga ·                                                                        | Kanada Justin Kripps · Ryan Sommer · Cameron Stones · Benjamin Coakwell ·                                                                               |
| 2020 Altenberg              | Niemcy Francesco Friedrich · Candy Bauer · Martin Grothkopp · Alexander Schüller ·                                                                              | Niemcy Johannes Lochner · Florian Bauer · Christopher Weber · Christian Rasp                                                                      | Niemcy Nico Walther · Paul Krenz · Joshua Bluhm · Eric Franke ·                                                                                         |
| 2021 Altenberg              | Niemcy Francesco Friedrich · Thorsten Margis · Candy Bauer · Alexander Schüller ·                                                                               | Austria Benjamin Maier · Dănuț Moldovan · Markus Sammer · Kristian Huber ·                                                                        | Niemcy Johannes Lochner · Florian Bauer · Christopher Weber · Christian Rasp                                                                            |
| 2023 Sankt Moritz           | Niemcy Francesco Friedrich · Thorsten Margis · Candy Bauer · Alexander Schüller ·                                                                               | Wielka Brytania Brad Hall · Arran Gulliver · Taylor Lawrence · Greg Cackett · Łotwa Emīls Cipulis · Edgars Nemme · Dāvis Spriņģis · Matīss Miknis | – |
| 2024 Winterberg             | Niemcy Francesco Friedrich · Thorsten Margis · Alexander Schüller · Felix Straub ·                                                                              | Niemcy Johannes Lochner · Florian Bauer · Erec Bruckert · Georg Fleischhauer                                                                      | Niemcy Adam Ammour · Issam Ammour · Benedikt Hertel · Rupert Schenk                                                                                     |

### Monoboby kobiet
| Rok i miejsce     | Złoto             | Srebro              | Brąz          |
| ----------------- | ----------------- | ------------------- | ------------- |
| 2021 Altenberg    | Kaillie Humphries | Stephanie Schneider | Laura Nolte   |
| 2023 Sankt Moritz | Laura Nolte       | Kaillie Humphries   | Lisa Buckwitz |
| 2024 Winterberg   | Laura Nolte       | Elana Meyers-Taylor | Lisa Buckwitz |

### Dwójki kobiet
| Rok i miejsce     | Złoto                                                       | Srebro                                               | Brąz                                                   |
| ----------------- | ----------------------------------------------------------- | ---------------------------------------------------- | ------------------------------------------------------ |
| 2000 Winterberg   | Niemcy Gabriele Kohlisch · Kathleen Hering ·                | Stany Zjednoczone Jean Racine · Jennifer Davidson ·  | Szwajcaria Françoise Burdet · Katharina Sutter ·       |
| 2001 Calgary      | Szwajcaria Françoise Burdet · Katharina Sutter ·            | Stany Zjednoczone Jean Racine · Jennifer Davidson ·  | Niemcy Susi Erdmann · Tanja Hess ·                     |
| 2003 Winterberg   | Niemcy Susi Erdmann · Anne Dietrich ·                       | Niemcy Sandra Prokoff · Ulrike Holzner ·             | Niemcy Cathleen Martini · Yvonne Cernota ·             |
| 2004 Königssee    | Niemcy Susi Erdmann · Kristina Bader ·                      | Niemcy Sandra Prokoff · Anja Schneiderheinze ·       | Stany Zjednoczone Jean Racine · Vonetta Flowers ·      |
| 2005 Calgary      | Niemcy Sandra Kiriasis · Anja Schneiderheinze ·             | Wielka Brytania Nicola Minichiello · Jackie Davies · | Stany Zjednoczone Shauna Rohbock · Valerie Fleming ·   |
| 2007 St. Moritz   | Niemcy Sandra Kiriasis · Romy Logsch ·                      | Niemcy Cathleen Martini · Janine Tischer ·           | Stany Zjednoczone Shauna Rohbock · Valerie Fleming ·   |
| 2008 Altenberg    | Niemcy Sandra Kiriasis · Romy Logsch ·                      | Niemcy Cathleen Martini · Janine Tischer ·           | Niemcy Claudia Schramm · Nicole Herschmann ·           |
| 2009 Lake Placid  | Wielka Brytania Nicola Minichiello · Gillian Cooke ·        | Stany Zjednoczone Shauna Rohbock · Elana Meyers ·    | Niemcy Cathleen Martini · Janine Tischer ·             |
| 2011 Königssee    | Niemcy Cathleen Martini · Romy Logsch ·                     | Stany Zjednoczone Shauna Rohbock · Valerie Fleming · | Kanada Kaillie Humphries · Heather Moyse ·             |
| 2012 Lake Placid  | Kanada Kaillie Humphries · Jennifer Ciochetti ·             | Niemcy Sandra Kiriasis · Petra Lammert ·             | Stany Zjednoczone Elana Meyers · Katie Eberling ·      |
| 2013 Sankt Moritz | Kanada Kaillie Humphries · Chelsea Valois ·                 | Stany Zjednoczone Elana Meyers · Katie Eberling ·    | Niemcy Sandra Kiriasis · Franziska Bertels ·           |
| 2015 Winterberg   | Stany Zjednoczone Elana Meyers-Taylor · Cherrelle Garrett · | Niemcy Anja Schneiderheinze · Annika Drazek ·        | Niemcy Cathleen Martini · Stephanie Schneider ·        |
| 2016 Igls         | Niemcy Anja Schneiderheinze · Annika Drazek ·               | Kanada Kaillie Humphries · Melissa Lotholz ·         | Stany Zjednoczone Elana Meyers-Taylor · Lauren Gibbs · |
| 2017 Königssee    | Stany Zjednoczone Elana Meyers-Taylor · Kehri Jones ·       | Kanada Kaillie Humphries · Melissa Lotholz ·         | Stany Zjednoczone Jamie Greubel Poser · Aja Evans ·    |
| 2019 Whistler     | Niemcy Mariama Jamanka · Annika Drazek ·                    | Niemcy Stephanie Schneider · Ann-Christin Strack ·   | Kanada Christine de Bruin · Kristen Bujnowski ·        |
| 2020 Altenberg    | Stany Zjednoczone Kaillie Humphries · Lauren Gibbs ·        | Niemcy Kim Kalicki · Kira Lipperheide ·              | Kanada Christine de Bruin · Kristen Bujnowski ·        |
| 2021 Altenberg    | Stany Zjednoczone Kaillie Humphries · LoLo Jones ·          | Niemcy Kim Kalicki · Ann-Christin Strack ·           | Niemcy Laura Nolte · Deborah Levi ·                    |
| 2023 Sankt Moritz | Niemcy Kim Kalicki · Leonie Fiebig ·                        | Niemcy Lisa Buckwitz · Kira Lipperheide ·            | Stany Zjednoczone Kaillie Humphries · Kaysha Love ·    |
| 2024 Winterberg   | Niemcy Lisa Buckwitz · Vanessa Mark ·                       | Niemcy Laura Nolte · Deborah Levi ·                  | Niemcy Kim Kalicki · Leonie Fiebig ·                   |

### Konkurencja mieszana (bobsleje i skeleton)
| Rok i miejsce     | Złoto | Srebro | Brąz |
| ----------------- | --- | --- | --- |
| 2007 Sankt Moritz | Niemcy · Frank Kleber · Monique Riekewald · Sandra Kiriasis · Berit Wiacker · Karl Angerer · Marc Kühne                 | Stany Zjednoczone · Eric Bernotas · Noelle Pikus-Pace · Erin Pac · Emily Azevedo · Mike Kohn · Curtis Tomasevicz                     | Szwajcaria · Gregor Stähli · Maya Pedersen-Bieri · Sabina Hafner · Katharina Sutter · Ivo Rüegg · Thomas Lamparter               |
| 2008 Altenberg    | Niemcy · Sebastian Haupt · Anja Huber · Sandra Kiriasis · Berit Wiacker · Matthias Höpfner · Alexander Mann             | Kanada · Jon Montgomery · Michelle Kelly · Kaillie Humphries · Jenni Hucul · Lyndon Rush · Nathan Cross                              | Stany Zjednoczone · Katie Uhlaender · Zach Lund · Erin Pac · Emily Azevedo · Steven Holcomb · Curtis Tomasevicz                  |
| 2009 Lake Placid  | Niemcy · Frank Rommel · Marion Trott · Sandra Kiriasis · Patricia Polifka · Thomas Florschütz · Andreas Barucha         | Szwajcaria · Gregor Stähli · Maya Pedersen · Sabina Hafner · Anne Dietrich · Ivo Rüegg · Cédric Grand                                | Stany Zjednoczone · Eric Bernotas · Katie Uhlaender · Shauna Rohbock · Valerie Fleming · Steven Holcomb · Justin Olsen           |
| 2011 Königssee    | Niemcy · Sandra Kiriasis · Stephanie Schneider · Francesco Friedrich · Florian Becke · Marion Thees · Mirsad Halilovic  | Niemcy · Cathleen Martini · Kristin Steinert · Karl Angerer · Alexander Mann · Anja Huber · Frank Rommel                             | Kanada · Kaillie Humphries · Heather Moyse · Lyndon Rush · Cody Sorensen · Mellisa Hollingsworth · Jon Montgomery                |
| 2012 Lake Placid  | Stany Zjednoczone · Elana Meyers · Emily Azevedo · Steven Holcomb · Justin Olsen · Katie Uhlaender · Matthew Antoine    | Niemcy · Sandra Kiriasis · Berit Wiacker · Maximilian Arndt · Steven Deja · Marion Thees · Frank Rommel                              | Kanada · Kaillie Humphries · Emily Baadsvik · Justin Kripps · Timothy Randall · Mellisa Hollingsworth · John Fairbairn           |
| 2013 Sankt Moritz | Stany Zjednoczone · Elana Meyers · LoLo Jones · Steven Holcomb · Curtis Tomasevicz · Noelle Pikus-Pace · John Daly      | Niemcy · Sandra Kiriasis · Sarah Noll · Francesco Friedrich · Gino Gerhardi · Marion Thees · Frank Rommel                            | Kanada · Kaillie Humphries · Chelsea Valois · Lyndon Rush · Cody Sorensen · Sarah Reid · Eric Neilson                            |
| 2015 Winterberg   | Niemcy · Axel Jungk · Cathleen Martini · Lisette Thöne · Tina Hermann · Francesco Friedrich · Martin Grothkopp          | Niemcy · Christopher Grotheer · Anja Schneiderheinze-Stöckel · Franziska Bertels · Anja Selbach · Johannes Lochner · Gregor Bermbach | Kanada · Dave Greszczyszyn · Kaillie Humphries · Kate O'Brien · Elisabeth Vathje · Justin Kripps · Alexander Kopacz              |
| 2016 Igls         | Niemcy · Axel Jungk · Anja Schneiderheinze-Stöckel · Franziska Bertels · Tina Hermann · Johannes Lochner · Tino Paasche | Austria · Matthias Guggenberger · Christina Hengster · Sanne Dekker · Janine Flock · Benjamin Maier · Dănuț Moldovan                 | Niemcy · Michael Zachrau · Stephanie Schneider · Anne Lobenstein · Jacqueline Lölling · Nico Walther · Jannis Bäcker             |
| 2017 Königssee    | Niemcy · Axel Jungk · Mariama Jamanka · Franziska Bertels · Jacqueline Lölling · Johannes Lochner · Christian Rasp      | Niemcy · Christopher Grotheer · Stephanie Schneider · Lisa Marie Buckwitz · Tina Hermann · Nico Walther · Philipp Wobeto             | Niemcy/ Rumunia · Alexander Gassner · Maria Adela Constantin · Andreea Grecu · Anna Fernstädt · Richard Ölsner · Marc Rademacher |
| 2019 Whistler     | Niemcy · Christopher Grotheer · Anna Köhler · Lisa Gericke · Sophia Griebel · Johannes Lochner · Marc Rademacher        | Kanada · Dave Greszczyszyn · Christine de Bruin · Kristen Bujnowski · Mirela Rahneva · Nick Poloniato · Keefer Joyce                 | Stany Zjednoczone · Greg West · Brittany Reinbolt · Jessica Davis · Savannah Graybill · Geoff Gadbois · Kristopher Horn          |

## Tabela medalowa
Stan po mistrzostwach świata 2024.
| Miejsce | Państwo           |    |    |    | Razem |
| ------- | ----------------- | -- | -- | -- | ----- |
| 1.      | Niemcy            | 74 | 60 | 49 | 183   |
| 2.      | Szwajcaria        | 32 | 28 | 31 | 91    |
| 3.      | Włochy            | 18 | 18 | 6  | 42    |
| 4.      | Stany Zjednoczone | 14 | 16 | 26 | 56    |
| 5.      | NRD               | 8  | 9  | 8  | 25    |
| 6.      | Kanada            | 5  | 11 | 11 | 27    |
| 7.      | Wielka Brytania   | 5  | 4  | 3  | 12    |
| 8.      | Rumunia           | 2  | 2  | 2  | 6     |
| 9.      | Austria           | 1  | 7  | 8  | 16    |
| 10.     | Rosja             | 1  | 3  | 4  | 8     |
| 11.     | Łotwa             | 1  | 3  | 3  | 7     |
| 12.     | Belgia            | 1  | 1  | 1  | 3     |
| 13.     | Francja           | 1  | 0  | 4  | 5     |
| 14.     | Czechosłowacja    | 0  | 2  | 0  | 2     |
| 15.     | Szwecja           | 0  | 0  | 2  | 2     |
| 16.     | Drużyna mieszana  | 0  | 0  | 1  | 1     |
| 16.     | Hiszpania         | 0  | 0  | 1  | 1     |